# Marienbuntbarsch
Der  Marienbuntbarsch (Pelmatolapia mariae) ist eine Fischart aus der Familie der Buntbarsche (Cichlidae), die im westlichen Afrika von der Elfenbeinküste bis nach Kamerun in küstennahen Flüssen und Lagunen vorkommt. Im Verbreitungsgebiet besteht eine Lücke zwischen dem Pra in Ghana und Benin.

## Merkmale
Pelmatolapia mariae kann über 30 cm lang werden, bleibt für gewöhnlich aber bei einer Länge von etwa 17,5 cm. Er besitzt einen sehr hochrückigen und seitlich abgeflachten Körper. Die Körperhöhe beträgt 46,9 bis 51,6 % der Standardlänge, die Kopflänge 29,7 bis 34,7 % der Standardlänge. Das Kopfprofil ist abgerundet. Die Kiefer sind mit 3 bis 6 Zahnreihen besetzt, die Zähne der äußeren Zahnreihe sind spatenförmig und zweispitzig. Die Zähne der unteren Pharyngealia sind klein und schmal und bilden einen filzartigen Belag nah am hinteren Rand des Knoches. Auf den Kiemenbögen befinden sich Mikro-Kiemenreusenstrahlen und zwölf oder mehr Kiemenreusenstrahlen auf dem unteren Ast des ersten Kiemenbogens.
Junge Marienbuntbarsche sind gelblich, manchmal mit einem rötlichen Bauch, und zeigen 7 bis 9 vertikale dunkle Bänder an den Körperseiten (Kennzeichen der Gattung Pelmatolapia). Ausgewachsene Fische mit einer Länge von mehr als 15 cm sind grüngelb, mit einem weißlichen Bauch und olivgrün auf der Kopfoberseite. An ihren Seiten zeigen sich 5 bis 6 dunkle Flecken, die nach hinten dichter zusammenstehen. Unterhalb der Seitenlinie sind die Schuppen oft mit einem mittigen roten Punkt versehen. Die unpaaren Flossen sind grünlich und rötlich zwischen den Weichstrahlen. Die Rückenflosse ist rötlich gesäumt.
- Flossenformel: Dorsale XV-XVII/13-15, Anale III/10-11.
- Schuppenformel: SL 29-31.

## Lebensweise
Der Marienbuntbarsch kommt vor allem in stehenden Gewässern und ruhigen Flussabschnitten über felsigen oder schlammigen Gründen vor. Er ernährt sich überwiegend von Pflanzen und Algen. Die Fische werden mit 10 bis 15 cm Länge geschlechtsreif. Wie alle Tilapia-Arten sind sie Substratlaicher. Die 300 bis 600 Eier und die nach einem bis drei Tagen schlüpfenden Jungfische werden von beiden Elternteilen bewacht und die Brutpflege fortgesetzt, bis die Jungfische etwa 2,5 bis 3 cm lang sind.

## Systematik
Die Art wurde 1899 durch den britischen Ichthyologen George Albert Boulenger beschrieben und der Untergattung Pelmatolapia in der Gattung Tilapia zugeordnet. Die Untergattung Pelmatolapia wurde Anfang 2013 in den Rang einer Gattung erhoben.